# 'Round About Midnight
Albums de Miles Davis
Workin' with the Miles Davis Quintet
(1956) Miles Ahead
(1957)
’Round About Midnight est un album de jazz de Miles Davis sorti en 1957.

## Historique
L'album ’Round About Midnight a été réalisé à partir de trois séances d'enregistrement à New York, les 27 octobre 1955, 5 juin et 10 septembre 1956.

« En septembre on a enregistré 'Round Midnight et Sweet Sue. Puis j'ai enregistré All of You. On avait donc en boîte deux belles ballades. Sweet Sue est passé dans Basic Miles. »

— Miles Davis, Miles : L'Autobiographie
Le producteur George Avakian, à la recherche de nouveaux talents du jazz pour le label Columbia, remarque Miles Davis au festival de Jazz de Newport de 1955 et l'engage. Miles joue le titre 'Round Midnight lors d'une All-Star Jam Session avec Thelonious Monk, Connie Kay et Percy Heath du Modern Jazz Quartet, accompagné de Zoot Sims et de Gerry Mulligan. Au festival, l'interprétation de Miles Davis est saluée par une ovation debout doublée d'un bon succès critique : la carrière du trompettiste, sérieusement mise en péril par ses problèmes de drogue, est définitivement relancée et Miles est reconnu par la profession. C'est le premier album de Miles Davis pour la major Columbia bien qu'encore sous contrat avec Prestige, Columbia offrit beaucoup d'argent et de nouvelles possibilités artistiques à Miles.

« Quand 'Round About Midnight est sorti, il a très vite vendu plus que les cinq albums Prestige réunis. Le trompettiste fêta son premier chèque de royalties en s'offrant un cabriolet Mercedes. »

— Ashley Kahn, Kind of Blue, le making-of du chef-d'œuvre de Miles Davis
Miles Davis fonde le groupe considéré depuis comme son premier quintet historique, avec John Coltrane au saxophone ténor, Red Garland au piano, Paul Chambers, 20 ans, à la contrebasse et Philly Joe Jones à la batterie.
Avec ce groupe, Miles parvient, par une étrange alchimie, à une qualité de l'ensemble supérieure à la somme de ses individualités.

« Il y avait donc à présent Trane au saxophone, Philly Joe à la batterie, Red Garland au piano, Paul Chambers à la basse, et moi à la trompette. Et plus vite que je n'aurais pu l'imaginer, la musique que nous faisions ensemble est devenue incroyable. C'était si bon que ça me donnait des frissons, comme au public. Merde, c'est très vite devenu effrayant, tellement que je me pinçais pour m'assurer que j'étais bien là. Peu après que Trane et moi nous soyons mis à jouer ensemble, le critique Whitney Balliett a écrit que Coltrane avait « un ton sec non dégauchi qui met en valeur Davis, comme une monture grossière pour une belle pierre ». Très rapidement, Trane est devenu bien plus que ça. Il s'est lui-même transformé en diamant. Je le savais, comme tous ceux qui l'entendaient. »

— Miles Davis, 
Cet album intimiste est une parfaite transition dans la carrière de Miles Davis. Il rend hommage, avec des standards, à ses anciens compagnons de route : Charlie Parker qui est mort en mars 1955 ; Tadd Dameron qui l'accompagnait à Paris en 1949 ; Thelonious Monk qu'il admirait beaucoup et qui vient tout juste de quitter sa formation, avec le titre éponyme 'Round Midnight ; et Stan Getz, dont il avait croisé la route en 1951.
Contrairement aux habitudes jusque-là de Miles Davis pour Prestige, chaque titre résulte du montage des meilleurs moments de multiples prises.
L'album est simple et attachant, il souligne déjà l’étonnante complémentarité existant entre les membres de ce premier quintet historique avec en particulier John Coltrane dont il s’agit de la toute première collaboration.

## 'Round Midnight
Le nom de l'album vient de sa chanson phare  'Round Midnight. Il s'agit du troisième enregistrement de ce titre par Miles Davis depuis 1953 ; il l'enregistrera à dix autres reprises. Après Walkin', c'est son titre le plus joué durant la période 1953-1969.

« J'aimais beaucoup 'Round Midnight, le thème de Monk, et je voulais apprendre à le jouer. Tous les soirs, après l'avoir joué, je lui demandais “Monk, comment c'était, ce soir ?” Et il me répondait, l'air très sérieux : “Pas bien.” Le lendemain, le surlendemain et les jours suivants, même chose. Le cirque a continué quelque temps. “C'est pas comme ça que ça se joue” me disait-il parfois avec un air méchant, exaspéré. Puis un soir, il m'a répondu : “Ouais, c'est comme tu l'as joué.” Ça m'a rendu fou de joie. J'avais trouvé le son. C'était l'un des plus difficiles. »

— Miles Davis, Miles : L'Autobiographie

## Musiciens
- Miles Davis (trompette)
- John Coltrane (saxophone ténor)
- Red Garland (piano)
- Paul Chambers (contrebasse)
- Philly Joe Jones (batterie)

## Séances
Séance du 27 octobre 1955
- Ah-leu-Cha

Séance du 5 juin 1956
- Bye Bye Blackbird
- Dear Old Stockholm
- Tadd's Delight (Sid's Delight)

Séance du 10 septembre 1956
- 'Round Midnight
- All Of You

Source : Ian Carr, Miles Davis, Parenthèses, 1991, p. 273-274.

## Pochette
Photographie de Marvin Koner au Café Bohemia. On y voit Miles Davis en gros plan, trompette dans les bras et lunettes noires, se concentrant sur sa musique en protégeant ses oreilles pour filtrer les bruits extérieurs.

## Titres

### Album original
| No | Titre                          | Musique                              | Durée |
| -- | ------------------------------ | ------------------------------------ | ----- |
| 1. | 'Round Midnight                | Hanighen - C. Williams - T. Monk     | 5:54  |
| 2. | Ah-Leu-Cha                     | Charlie Parker                       | 5:54  |
| 3. | All Of You                     | Cole Porter                          | 7:00  |
| 4. | Bye Bye Blackbird              | M. Dixon- R. Henderson               | 7:54  |
| 5. | Tadd's Delight (Sid's Delight) | Tadd Dameron                         | 4:27  |
| 6. | Dear Old Stockholm             | traditionnel, arrangements Stan Getz | 7:49  |

### Columbia Legacy Edition

#### Bonus de l'édition de 2001
Séance du 27 octobre 1955
| No | Titre          | Musique                     | Durée |
| -- | -------------- | --------------------------- | ----- |
| 7. | Two Bass Hit   | Dizzy Gillespie, John Lewis | 3:47  |
| 8. | Little Melonae | Jackie McLean               | 7:24  |
| 9. | Budo           | Miles Davis, Bud Powell     | 4:17  |

Séance du 10 septembre 1956
| No  | Titre               | Musique              | Durée |
| --- | ------------------- | -------------------- | ----- |
| 10. | Sweet Sue, Just You | Harris, Victor Young | 3:39  |

#### Bonus de l'édition de 2005
Newport Jazz Festival 1955
| No | Titre           | Musique                          | Durée |
| -- | --------------- | -------------------------------- | ----- |
| 1. | 'Round Midnight | Hanighen - C. Williams - T. Monk | 6:00  |

Pacific Jazz Festival de février 1956
| No | Titre                                   | Musique           | Durée |
| -- | --------------------------------------- | ----------------- | ----- |
| 2. | Introduction by Gene Norman             |                   | 1:35  |
| 3. | Chance It (Max Making Wax)              | Oscar Pettiford   | 4:33  |
| 4. | Walkin                                  | Carpenter         | 10:02 |
| 5. | Dialogue by Gene Norman and Miles Davis |                   | 0:27  |
| 6. | It Never Entered My Mind                | Rodgers, Hart     | 5:17  |
| 7. | Woody 'n' You                           | Gillespie         | 5:45  |
| 8. | Salt Peanuts                            | Gillespie, Clarke | 4:33  |
| 9. | Closing Theme                           | Miles Davis       | 0:27  |